# إرفين جون غود
إرفين جون غود (بالإنجليزية: Irving John Good)‏ (و. 1916 – 2009 م) هو رياضياتي، وعالم تعمية، وعالم حاسوب، وفيلسوف، وعالم إحصاء، وأستاذ جامعي، وباحث في مجال الذكاء الاصطناعي بريطاني، ولد في لندن، كان عضوًا في الأكاديمية الأمريكية للفنون والعلوم، توفي في رادفورد، عن عمر يناهز 93 عاماً.

## التعليم
تعلم في كلية يسوع ‏.

## جوائز
حصل على جوائز منها:
- جائزة الرائد في علم الحاسوب [الإنجليزية]‏ (1998)
- Smith's Prize [الإنجليزية]‏ (1940)
- زمالة الرابطة الإحصائية الأمريكية ‏.

## وصلات خارجية
- إرفين جون غود على موقع IMDb (الإنجليزية)
- إرفين جون غود في قاعدة بيانات الأفلام على الإنترنت